# 查理七世 (神圣罗马帝国)
查理七世（德語：Karl VII，1697年8月6日—1745年1月20日），原名为卡尔·阿尔布雷希特（Karl Albrecht），维特尔斯巴赫王朝的巴伐利亚选侯（1726年－1745年在位）和神圣罗马帝国皇帝（1742年－1745年在位）。他是维特尔斯巴赫家族唯二的皇帝之一（另一位是路易四世）。
卡尔·阿尔布雷希特是巴伐利亚选侯馬克西米利安二世之子，生于布鲁塞尔。在西班牙王位继承战争中，维特尔斯巴赫家族分成兩個派系，卡尔·阿尔布雷希特的父亲属于支持西班牙与法国的一派，其家族在战争中被奥地利俘虏。卡尔·阿尔布雷希特被带到维也纳，在那里由耶稣会会士教育。
1715年，由于维特尔斯巴赫家族的兩個派系都臣服于奥地利的哈布斯堡王室，维特尔斯巴赫家族才得以恢复统一。
1717年，卡尔·阿尔布雷希特参加皇帝查理六世反对奥斯曼帝国的战争，在战斗中指挥一支巴伐利亚军队。
1726年，他继承了父亲的选侯爵位。
尽管卡尔·阿尔布雷希特在查理六世为确保其愛女玛丽亚·特蕾西婭继承奥地利的《1713年国事诏书》上签字，但在查理六世去世后，他是立即否认玛丽亚·特蕾西亚的继承权的王公之一。玛丽亚·特蕾西亚在诸侯的一片反对声中登上了奥地利大公位，结果引发了包括西班牙、法国、波兰在内的欧洲大国介入的奧地利領地繼承權戰爭。卡尔·阿尔布雷希特在1741年被承认为波希米亚選侯（通常由奥地利大公兼任的選帝侯）。
1742年，德意志诸侯一致选举他为神圣罗马帝国皇帝查理七世。
查理七世缺乏争夺哈布斯堡领地的真正实力。他既没有大量的军队也没有钱；看来他是诸侯们利用来反对玛丽亚·特蕾西亚的一個傀儡。甚至就在查理七世的加冕礼进行之时，玛丽亚·特蕾西亚的军队正在进攻他的世袭领地巴伐利亚。有一段时间查理七世几乎陷入绝境，但是得到了勃兰登堡选侯腓特烈二世（他是玛丽亚·特蕾西亚最凶恶的敌人）的援助。不久，他的波希米亚国王头衔被波希米亚议会废黜。
1745年，四面楚歌的查理七世駕崩。他的儿子馬克西米利安三世·約瑟夫被迫放弃对神圣罗马帝国皇位的要求。神圣罗马皇帝的称号被玛丽亚·特蕾莎巧妙地交给了自己的丈夫弗兰茨一世。

## 资料来源
- 《苏联历史百科全书·人物卷》，1961~1973

| 查理七世 (神圣罗马帝国) 維特爾斯巴赫王朝出生于：1697年8月6日逝世於：1745年1月20日 | 查理七世 (神圣罗马帝国) 維特爾斯巴赫王朝出生于：1697年8月6日逝世於：1745年1月20日 | 查理七世 (神圣罗马帝国) 維特爾斯巴赫王朝出生于：1697年8月6日逝世於：1745年1月20日 |
| 統治者頭銜                                                                        | 統治者頭銜                                                                        | 統治者頭銜                                                                        |
| --------------------------------------------------------------------------------- | --------------------------------------------------------------------------------- | --------------------------------------------------------------------------------- |
| 前任： 馬克西米利安二世                                                           | 巴伐利亚选侯 1726年—1745年                                                        | 繼任： 馬克西米利安三世                                                           |
| 前任： 玛丽亚·特蕾西娅                                                            | 波希米亞國王 1741年12月19日—1743年5月12日                                         | 繼任： 玛丽亚·特蕾西娅                                                            |
| 前任： 查理六世                                                                   | 神圣罗马帝国皇帝 1742年—1745年                                                    | 繼任： 弗兰茨一世                                                                 |